# Cwi Elimelech z Dynowa
Cwi Elimelech Szapiro z Dynowa (ur. 1783, zm. 11 stycznia 1841) – rabin.
Jeden z przedstawicieli chasydyzmu w Polsce, kabalista. Jest założycielem dynastii cadyków dynowskich. Był uczniem Menachema Mendla, Magida z Kozienic i Jakuba Horowica. Był rabinem w Rybotyczach, Strzyżowie, Oleszycach, Mukaczewie, Łańcucie, Haliczu i Dubiecku. Stanowczo walczył z haskalą. Zasłynął jako cudotwórca. Zgromadził wokół siebie tysiące wyznawców. Jest autorem licznych dzieł, m.in. Bnej Issaschar (pol. Synowie Isachara) oraz Igra De-Kala. 
Następcą założyciela dynastii dynowskiej został jego syn, Dawid Szapiro (ur. 1804, zm. 1874). Inni synowie to Szmuel Szapiro - (rabin w Birczy) oraz Eleazar Szapiro, późniejszy cadyk w Łańcucie, od którego wywodzi się dynastia cadyków z Mukaczewa (jid. Munkacz). Wnukiem Cwi Elimelecha z Dynowa był Cwi Elimelech Szapiro z Błażowej, założyciel dynastii cadyków błażowskich.
Cwi Elimelech oraz jego rodzina pochowani są w Dynowie na wybudowanym na początku lat dziewięćdziesiątych XX wieku ohelu. Grób cadyka tłumnie odwiedzają chasydzi z wielu krajów. Kilkaset metrów od ohelu staraniem rabina Pinchosa Pompa z Jerozolimy wybudowano Mosdos Bnei Issaschar - centrum chasydzkie z mykwą, koszerną stołówką i pokojami gościnnymi.